# Trafic illégal de bois
Le trafic illégal de bois désigne l'ensemble des activités liées à l'exploitation, au transport, à la transformation ou à la commercialisation de bois en violation des lois nationales ou internationales qui encadrent la gestion forestière et le commerce du bois. Selon Interpol, le commerce illégal de bois constitue une grave menace puisqu'il représente près de la moitié des profits générés par la criminalité environnementale dans le monde entier. Les répercussions économiques, sociales et environnementales de cette forme de criminalité sont nombreuses : déforestation, destruction d’habitats naturels, extinction d'espèces et réchauffement de la planète.

## Ce que le trafic illégal du bois inclut
Ce trafic inclut :
- la coupe d'arbres sans autorisation légale, y compris dans des zones protégées ou sur des espèces rares et protégées ;
- le dépassement des quotas autorisés de prélèvement de bois ;
- la corruption pour obtenir des accès à des zones forestières ou des documents officiels ;
- la falsification de documents lors des contrôles ou l'utilisation de faux certificats d’origine ;
- le non-paiement des taxes ou droits dus sur l’exploitation et la vente du bois ;
- le non-respect des droits des populations locales ou autochtones, et des normes de travail (par exemple, recours au travail forcé ou d’enfants).

## Volume du trafic illégal de bois et part dans le commerce mondial de bois
Volume
En 2023, le trafic illégal de bois représente un marché mondial estimé entre 51 et 152 milliards de dollars par an.
Part dans le commerce mondial
En 2023, l'exploitation forestière illégale représenterait entre 15 % et 30 % du bois commercialisé dans le monde. Selon Interpol et le PNUE, la valeur économique de l’exploitation illégale mondiale équivaut à 10 % à 30 % du commerce mondial du bois, cette part pouvant atteindre 50 à 90 % de l'ensemble de l'exploitation forestière dans certains pays tropicaux producteurs.

## Principaux pays exportateurs de bois illégal
Les principaux pays exportateurs de bois illégal sont principalement situés dans les régions tropicales, mais aussi en Russie et en Asie.
- Russie

La Russie est l’un des plus grands exportateurs mondiaux de bois d’origine illégale, avec environ 10,4 millions de mètres cubes exportés vers l’Union européenne en 2006, principalement via la Finlande.
- Indonésie

L’Indonésie est également un acteur majeur, occupant la seconde place derrière la Russie. Une part importante de ses exportations de bois, notamment de pulpe à papier, est considérée comme d’origine illégale ou suspecte
- Chine

- Pays du bassin du Congo (Afrique centrale)

- Brésil

- Papouasie-Nouvelle Guinée

- Mozambique

- Asie du Sud-Est (hors Indonésie)

- Amérique latine (hors Brésil)

## Principaux pays importateurs de bois illégal

### Europe
- Belgique :

La Belgique est un acteur central du commerce international du bois, servant de plaque tournante pour l'importation et la redistribution de bois, y compris d’origine illégale, au sein de l'Union européenne. Elle est le sixième pays européen importateur de bois, avec une partie significative du bois illégal transitant par le port d’Anvers.
- France :

Des entreprises françaises (ISB France, ETS Pierre ROBERT) ont été épinglées en 2023 pour l'importation de bois issu de zones à risque au Brésil, sans vérification suffisante de la légalité de l'origine du bois.
- Portugal :

Plusieurs entreprises portugaises (Lumber Unipessoal et Playmade Comércio de Madeiras) ont été identifiées parmi les importateurs de bois illégal, notamment du bois d’Amazonie brésilienne, avec des pratiques de contournement des contrôles officiels.
- Italie, Pays-Bas, Danemark, Allemagne, Suisse :

Ces pays sont également cités dans les chaînes d’approvisionnement impliquant du bois illégal, souvent via des sociétés nationales ou des transitaires européens,

### Amérique du Nord (États-Unis)
Plusieurs ONG internationales dénoncent régulièrement des entreprises américaines impliquées dans le trafic illégal de bois :
- L'Environmental Investigation Agency (EIA) a mené de nombreuses enquêtes révélant l'implication d'entreprises américaines dans l'importation de bois illégal, notamment en provenance d'Afrique de l'Ouest. L'EIA a notamment mis en lumière le rôle des sociétés Evergreen Hardwoods et Cornerstone Forest Products dans l'importation de bois d’okoumé obtenu illégalement, ainsi que la complicité de grandes chaînes américaines comme Home Depot et Menards, qui commercialisaient ces produits sans suffisamment vérifier leur provenance, en violation de la loi Lacey[9].

- Greenpeace a publié des rapports dénonçant l’exportation illégale de bois, comme l'ipé brésilien, vers les États-Unis. L'ONG a identifié 37 compagnies américaines comme principaux clients d'exportateurs brésiliens impliqués dans des activités illégales, et met en garde contre un système de blanchiment du bois orchestré par des exploitants forestiers corrompus[10].

- Global Witness a également documenté l’arrivée de bois illégal en provenance d'Afrique centrale sur les marchés américains, en soulignant le rôle des importateurs et la nécessité pour les pays consommateurs, dont les États-Unis, de renforcer leurs contrôles et législations[11].

### Asie (Chine, Japon,Thaïlande,Corée du Sud)
Ces quatre pays asiatiques importent près de 80 % de la production mondiale de bois rond industriel des forêts tropicales, ce qui les place parmi les principaux marchés du bois, y compris du bois d’origine illégale. Le Japon est le premier importateur, avec 45 % en 1992.

## Facteurs favorisant les importations illégales
- Failles dans la législation et le contrôle

Malgré des réglementations européennes (RBUE) et internationales, de nombreuses failles persistent dans la mise en œuvre et la portée des contrôles, facilitant l’entrée de bois illégal sur les marchés,.
- Complexité des chaînes d’approvisionnement

Le bois illégal transite souvent par plusieurs pays et intermédiaires, rendant difficile la traçabilité et la vérification de la légalité,.
- Corruption et absence de diligence raisonnable

Des pratiques de corruption et le manque de vérification approfondie de la part des importateurs contribuent à l’entrée de bois illégal sur les marchés internationaux.

## Lutte contre le trafic illégal de bois

### Lutte législative et réglementaire
Union européenne
Au niveau international
Plan d’action FLEGT (Forest Law Enforcement, Governance and Trade)
Ce plan vise à renforcer la gouvernance forestière et à signer des accords de partenariat avec les pays producteurs pour garantir la légalité du bois exporté vers l’UE.

### Contrôles et enquêtes
Les autorités effectuent des contrôles douaniers et administratifs pour vérifier la légalité des cargaisons de bois, notamment dans les ports d’importation.
Des ONG comme Greenpeace mènent des enquêtes, réalisent des contrôles inopinés et bloquent parfois des cargaisons suspectes pour alerter sur le trafic illégal.
Interpol et d’autres organismes internationaux surveillent les réseaux de blanchiment et de fraude liés au bois illégal, qui utilisent des méthodes sophistiquées comme la falsification de permis ou le mélange de bois légal et illégal.
En particulier, l'équipe d’Interpol chargée de la lutte contre la criminalité forestière appuie le travail mené par les services chargés de l’application de la loi d’un bout à l’autre de la chaîne logistique du bois afin de démanteler les réseaux criminels internationaux. Concrètement, cette équipe apporte une aide aux pays membres concernant :
- la mise au jour des modes opératoires et des itinéraires de trafic ;
- la coordination des opérations et enquêtes transfrontalières qui ciblent les réseaux impliqués dans la criminalité forestière ;
- l'organisation des formations et le renforcement des capacités à destination des services chargés de l’application de la loi, dans le cadre de programmes régionaux et nationaux menés en Asie, en Europe et dans les Amériques[16].